# Soumya Swaminathan
Soumya Swaminathan (nascida em 21 de março de 1989) é uma jogadora de xadrez que detém o título de Mestre Internacional (IM) e Grande Mestre Mulher (WGM) da Índia. Ela venceu o Campeonato Mundial Júnior Feminino de 2009, realizado em Puerto Madryn, Argentina, derrotando Deysi Cori e Betül Cemre Yıldız no  desempate.. 

## Carreira
Soumya Swaminathan foi campeã indiana júnior feminina em 2005, 2006 e 2008. Ela venceu o campeonato indiano feminino de 2010 com uma pontuação de 8½/11.  Ela se tornou campeã feminina da Commonwealth em 2012 em Chennai.  Em 2016, ela empatou em primeiro lugar na seção feminina do Aberto de Moscou com Anastasia Bodnaruk e Alexandra Obolentseva, terminando em segundo no desempate. Ela representou a Índia duas vezes no Campeonato Mundial Feminino, em 2010 e 2012. 
Ela ultrapassou 2.400 pela 1ª vez na lista de classificação de outubro de 2018, completando assim os requisitos para o título de Mestre Internacional. Ela também entrou no top 50 mundial feminino pela 1ª vez na mesma lista.